# Onéjie
Onéjie (en rus: Онежье) és un poble de la República de Komi, a Rússia, segons el cens del 2010 tenia 60 habitants.